# Киреев, Терентий Григорьевич
Терентий Григорьевич Киреев (1871 — ?) — крестьянин, депутат Государственной думы Российской империи II созыва от Нижегородской губернии.

## Биография
Крестьянин села Пермеево Лукояновского уезда Нижегородской губернии. Образование получил в домашних условиях. Участвовал в  русско-японской войне. Занимался  мелкой торговлей и земледелием на участке площадью в 4 десятины. В момент выборов оставался беспартийным.

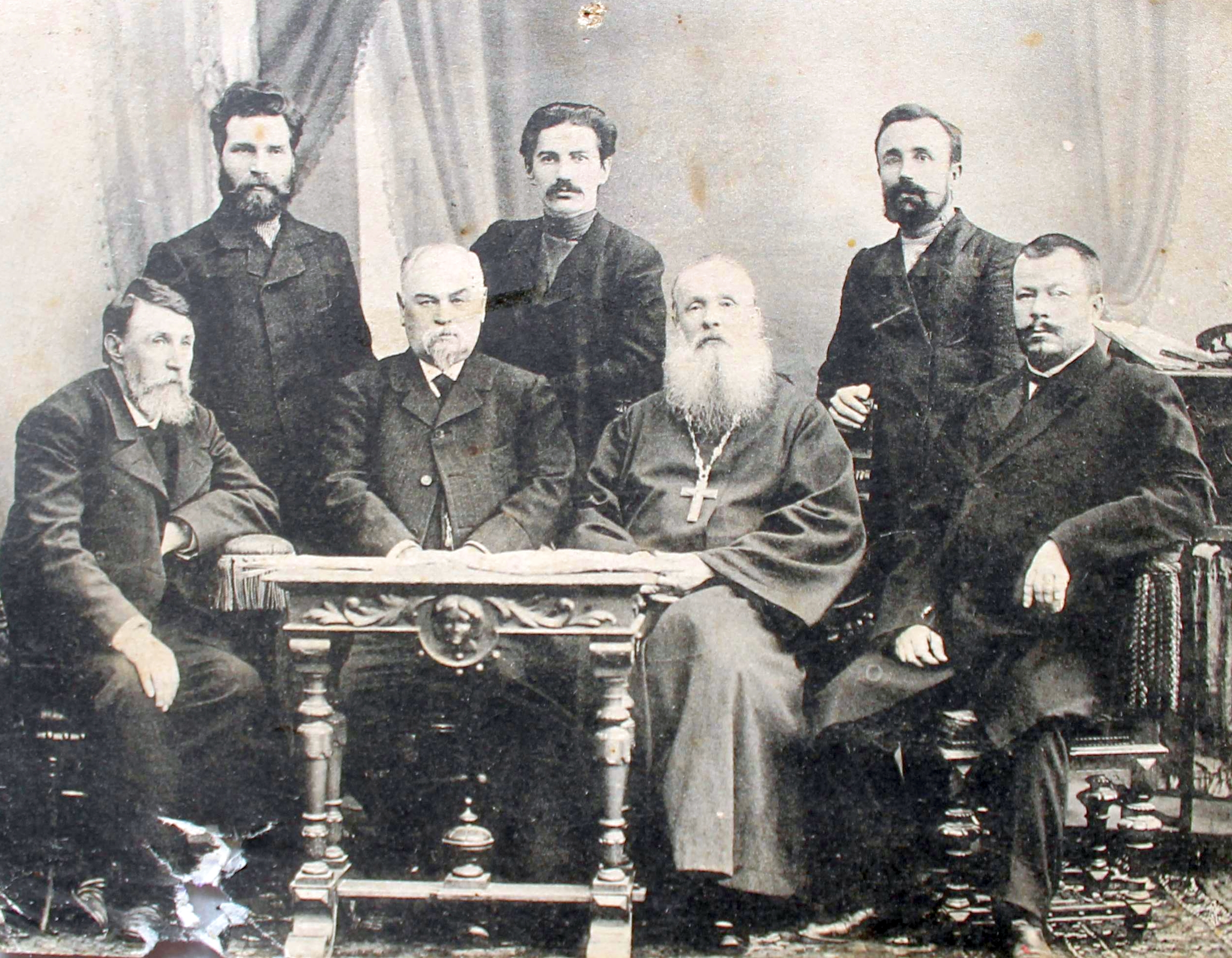
Члены II Государственной Думы от Нижегородской губернии. Стоят: М. С. Фокеев, И. Р. Романов, Т. Г. Киреев; сидят: Н. И. Долгополов, А. А. Савельев, Ф. И. Владимирский, А. В. Иконников

9 февраля 1907 избран в Государственную думу Российской империи II созыва от общего состава выборщиков Нижегородского губернского избирательного собрания. Вошёл  в состав Конституционно-демократической фракции. С думской трибуны не выступал, в деятельности комиссий Думы не участвовал.
Дальнейшая судьба и дата смерти неизвестны.

### Архивы
- Российский государственный исторический архив. Фонд 1278. Опись 1 (2-й созыв). Дело 196; Дело 577. Лист 19 оборот.